# Episodi di Io e i miei tre figli (terza stagione)
La terza stagione della serie televisiva Io e i miei tre figli (My Three Sons) è andata in onda negli Stati Uniti dal 20 settembre 1962 al 20 giugno 1963 sulla ABC.
| nº | Titolo originale            | Prima TV USA      | Titolo italiano | Prima TV Italia |
| -- | --------------------------- | ----------------- | --------------- | --------------- |
| 1  | Weekend in Tokyo            | 20 settembre 1962 |                 |                 |
| 2  | Robbie's Employment Service | 27 settembre 1962 |                 |                 |
| 3  | Tramp's First Bite          | 4 ottobre 1962    |                 |                 |
| 4  | Moment of Truth             | 11 ottobre 1962   |                 |                 |
| 5  | Daughter for a Day          | 18 ottobre 1962   |                 |                 |
| 6  | The Ghost Next Door         | 25 ottobre 1962   |                 |                 |
| 7  | Pretty as a Picture         | 1º novembre 1962  |                 |                 |
| 8  | What's Cooking?             | 8 novembre 1962   |                 |                 |
| 9  | Chip's Last Fight           | 15 novembre 1962  |                 |                 |
| 10 | Steve Gets an A             | 22 novembre 1962  |                 |                 |
| 11 | Heat Wave                   | 29 novembre 1962  |                 |                 |
| 12 | The Beauty Contest          | 6 dicembre 1962   |                 |                 |
| 13 | Doctor in the House         | 13 dicembre 1962  |                 |                 |
| 14 | Going Steady                | 20 dicembre 1962  |                 |                 |
| 15 | Mother Bub                  | 27 dicembre 1962  |                 |                 |
| 16 | Honorable Grandfather       | 3 gennaio 1963    |                 |                 |
| 17 | How to Impress a Woman      | 10 gennaio 1963   |                 |                 |
| 18 | Roman Holiday               | 17 gennaio 1963   |                 |                 |
| 19 | Flashback                   | 24 gennaio 1963   |                 |                 |
| 20 | The Dream Book              | 31 gennaio 1963   |                 |                 |
| 21 | Big Chief Bub               | 7 febbraio 1963   |                 |                 |
| 22 | The Clunky Kid              | 14 febbraio 1963  |                 |                 |
| 23 | Caged Fury                  | 21 febbraio 1963  |                 |                 |
| 24 | Make Way for Yesterday      | 28 febbraio 1963  |                 |                 |
| 25 | Robbie Wins His Letter      | 7 marzo 1963      |                 |                 |
| 26 | High on the Hog             | 14 marzo 1963     |                 |                 |
| 27 | First Things First          | 28 marzo 1963     |                 |                 |
| 28 | Bub's Butler                | 4 aprile 1963     |                 |                 |
| 29 | Francesca                   | 11 aprile 1963    |                 |                 |
| 30 | The Rug                     | 18 aprile 1963    |                 |                 |
| 31 | The System                  | 25 aprile 1963    |                 |                 |
| 32 | Let's Take Stock            | 2 maggio 1963     |                 |                 |
| 33 | Total Recall                | 9 maggio 1963     |                 |                 |
| 34 | When I Was Your Age         | 16 maggio 1963    |                 |                 |
| 35 | Chip's World                | 23 maggio 1963    |                 |                 |
| 36 | Evening with a Star         | 30 maggio 1963    |                 |                 |
| 37 | The Date Bureau             | 6 giugno 1963     |                 |                 |
| 38 | Bub's Sacrifice             | 13 giugno 1963    |                 |                 |
| 39 | Found Money                 | 20 giugno 1963    |                 |                 |

## Weekend in Tokyo
- Prima televisiva: 20 settembre 1962

### Trama
- Guest star: Miyoshi Jingu (Obaa-San), Caroline Kido (Kimiko), James Yagi (Mr. Tanaka)

## Robbie's Employment Service
- Prima televisiva: 27 settembre 1962

### Trama
- Guest star:

## Tramp's First Bite
- Prima televisiva: 4 ottobre 1962

### Trama
- Guest star: Willard Sage (Matt Richards), Diana Piper (Sue Ellen Chase), Stephen Coit (Mr. Davis), Robert Foulk (Pop Acton), Ann Loos (Mrs. Edgerton), Tim Matheson (Alan Edgerton), Mike Minor (Duke), Penny Parker (Jackie Acton), Skip Torgerson (Tim)

## Moment of Truth
- Prima televisiva: 11 ottobre 1962

### Trama
- Guest star: Diana Piper (Sue Ellen Chase), Penny Parker (Jackie Acton), Robert Foulk (Pop Acton), Mike Minor (Duke), Skip Torgerson (Tim)

## Daughter for a Day
- Prima televisiva: 18 ottobre 1962

### Trama
- Guest star: Stanja Lowe (Elizabeth Hill), Peter Brooks (Hank Ferguson), Ricky Allen (Sudsy Pfeiffer), Morgan Brittany (Jeannie Hill), Barbara Lyon (hostess)

## The Ghost Next Door
- Prima televisiva: 25 ottobre 1962

### Trama
- Guest star: Ricky Allen (Sudsy Pfeiffer)

## Pretty as a Picture
- Prima televisiva: 1º novembre 1962

### Trama
- Guest star: Judi Sherven (Cleo Cornell), Hope Sansberry (Mrs. Clara Gilbert), Peter Brooks (Hank Ferguson), Michael Mahaffey (Fred Cornell), Debbie Megowan (Dorine Peters), David Walker (David Cornell)

## What's Cooking?
- Prima televisiva: 8 novembre 1962

### Trama
- Guest star: Lois January (Mrs. Hildebrandt), Betsy Hale (Mary Norton), Ricky Allen (Sudsy Pfeiffer), Molly Dodd (Flora McEvoy), Olive Dunbar (Ruth Pfeiffer), Patsy Garrett (Agnes Peters), Debbie Megowan (Dorine Peters)

## Chip's Last Fight
- Prima televisiva: 15 novembre 1962

### Trama
- Guest star: Tim Matheson (Gibbs), Celeste Yarnall (Ginny Stewart)

## Steve Gets an A
- Prima televisiva: 22 novembre 1962

### Trama
- Guest star: Mimsy Farmer (Janee Holmes), William Sargent (Mr. Armstrong), Jimmy Stewart

## Heat Wave
- Prima televisiva: 29 novembre 1962

### Trama
- Guest star: Templeton Fox (Mrs. Fletcher), Anjanette Comer (Janie Stempel), Ricky Allen (Sudsy Pfeiffer), Billy Beck (Janitor), Bartlett Robinson (MIlton Gibson)

## The Beauty Contest
- Prima televisiva: 6 dicembre 1962

### Trama
- Guest star: Jeannine Riley (Kim), Susan Hart, Eilene Janssen (Jill), Les Brown Jr. (Arch), Linda Rogers (Patricia)

## Doctor in the House
- Prima televisiva: 13 dicembre 1962

### Trama
- Guest star:

## Going Steady
- Prima televisiva: 20 dicembre 1962

### Trama
- Guest star: Marta Kristen (Linda Francis), Peter Brooks (Hank Ferguson), Lola Albright (Paulette Francis), Scotty Morrow (Tommy)

## Mother Bub
- Prima televisiva: 27 dicembre 1962

### Trama
- Guest star: Ricky Allen (Sudsy Pfeiffer), Steve Conte (fattorino), Pitt Herbert (Sales Clerk)

## Honorable Grandfather
- Prima televisiva: 3 gennaio 1963

### Trama
- Guest star: H.T. Tsiang (Grandfather Wong), Beulah Quo (Alice Wong), Judy Dan (Mai Pah), Marcel De la Brosse (Albert), Benson Fong (Ray Wong), Charles Giorgi (cameriere), Aron Kincaid (Bradley), Wendy Turner (Angela Telfer)

## How to Impress a Woman
- Prima televisiva: 10 gennaio 1963

### Trama
- Guest star: Sandy Millar (Karen), Diana Millay (Susan Hopkins), Celeste Yarnall (Ginny Stewart)

## Roman Holiday
- Prima televisiva: 17 gennaio 1963

### Trama
- Guest star:

## Flashback
- Prima televisiva: 24 gennaio 1963

### Trama
- Guest star: Joyce Bulifant (Rebecca Holly), David Macklin (Young Steve), Meg Wyllie (zia Martha)

## The Dream Book
- Prima televisiva: 31 gennaio 1963

### Trama
- Guest star: Jan Moriarty (Polly), Werner Klemperer (professore Engel), Les Brown Jr. (Archie Greer), George Ives (Larry Travers), Frank Killmond (Burt Sooner), Dee J. Thompson (Tall Lady)

## Big Chief Bub
- Prima televisiva: 7 febbraio 1963

### Trama
- Guest star: Mercedes Shirley (Mrs. Kaye), Pat Rosson (Scott), Ricky Allen (Sudsy), Donald Baker (Freddie), Olive Dunbar (Mrs. Pfeiffer), Templeton Fox (Mrs. Olson), Louise King (Mrs. Whiteman), Grant Lipton (Benjy), Marge Redmond (Mrs. Thorndyke), Bruce Riley (Store Manager), Gil Rogers (Larson), Hank Stanton (Phil)

## The Clunky Kid
- Prima televisiva: 14 febbraio 1963

### Trama
- Guest star:

## Caged Fury
- Prima televisiva: 21 febbraio 1963

### Trama
- Guest star:

## Make Way for Yesterday
- Prima televisiva: 28 febbraio 1963

### Trama
- Guest star: Kathy Bennett (Joan Marshall), Peter Brooks (Hank Ferguson), Stephen Lodge (Rango Milford)

## Robbie Wins His Letter
- Prima televisiva: 7 marzo 1963

### Trama
- Guest star: Zeme North (Mildred)

## High on the Hog
- Prima televisiva: 14 marzo 1963

### Trama
- Guest star: Jimmy Hawkins (John Carter), Brian Nash

## First Things First
- Prima televisiva: 28 marzo 1963

### Trama
- Guest star: Mike Minor (Fetterman), Frank Killmond (Burt Sooner), Rayford Barnes (sergente McCullum), Les Brown Jr. (Archie Greer), Donna Corcoran (Melissa Cartwright), James Victor (Pete Abbott)

## Bub's Butler
- Prima televisiva: 4 aprile 1963

### Trama
- Guest star: Paul Kent (annunciatore), John Williams (Charles Augustus Caesar Bevins)

## Francesca
- Prima televisiva: 11 aprile 1963

### Trama
- Guest star: Ricky Allen (Sudsy Pfeiffer), Maurice Manson (dottor Nugent), Anita Sands (Francesca Powley)

## The Rug
- Prima televisiva: 18 aprile 1963

### Trama
- Guest star: Sarah Selby (Miss Davis), Lisa Seagram (Maria), Ricky Allen (Sudsy Pfeiffer), Olive Dunbar (Ruth Pfeiffer), Irene Tedrow (commessa)

## The System
- Prima televisiva: 25 aprile 1963

### Trama
- Guest star:

## Let's Take Stock
- Prima televisiva: 2 maggio 1963

### Trama
- Guest star:

## Total Recall
- Prima televisiva: 9 maggio 1963

### Trama
- Guest star: Werner Klemperer (professore Engel), Betty Bronson (Ruthie Thompson), Ricky Allen (Sudsy Pfeiffer), Rusty Lane (Skipper Thompson)

## When I Was Your Age
- Prima televisiva: 16 maggio 1963

### Trama
- Guest star:

## Chip's World
- Prima televisiva: 23 maggio 1963

### Trama
- Guest star:

## Evening with a Star
- Prima televisiva: 30 maggio 1963

### Trama
- Guest star:

## The Date Bureau
- Prima televisiva: 6 giugno 1963

### Trama
- Guest star:

## Bub's Sacrifice
- Prima televisiva: 13 giugno 1963

### Trama
- Guest star:

## Found Money
- Prima televisiva: 20 giugno 1963

### Trama
- Guest star: